# Edoardo Erba
Edoardo Erba (Pavia, 3 marzo 1954) è un drammaturgo, regista teatrale e sceneggiatore italiano.

## Biografia
Si diploma alla scuola del Piccolo Teatro di Milano, ma consegue la laurea in Lettere moderne. Insegna “Scrittura per la scena e per lo schermo” all'Università degli Studi di Pavia.
Attualmente vive a Roma con la moglie, l'attrice Maria Amelia Monti
La coppia ha tre figli, di cui uno adottivo, originario dell'Etiopia.

## Esordi e opere note
Esordisce nel 1986 con Ostruzionismo radicale, interpretato dall'allora sconosciuto Claudio Bisio. Nel 1988 è messa in scena L'appeso. Tra le sue opere più note, scritte e dirette, rientrano La notte di Picasso, rappresentata a Roma nel 1990, Maratona di New York nel 1992 (con interpreti Bruno Armando e Luca Zingaretti), Muratori nel 2002 e Margarita e il Gallo (con Maria Amelia Monti) nel 2007. Nel 1991, rappresenta Porco selvatico, nel 1992 Tessuti umani e nello stesso anno è autore e debutta come interprete di Curva cieca.

### Altre opere
Nel 1993 viene rappresentata Vizio di famiglia, Venditori e Vaiolo nel 1998, L'uomo della mia vita nel 1999, Senza Hitler nel 2001, Buone notizie nel 2002, Dramma Italiano nel 2006, Parete Nord nel 2008, Michelina nel 2009 (con interprete Maria Amelia Monti), Trote e In treno con Albert nel 2010 e Tante Belle Cose (con interprete Maria Amelia Monti) nel 2011. È coautore di Claudio Bisio per Favola calda, Guglielma e Aspettando Godo. Nel 2019 Maurizio IV - Pirandello Pulp con Gianluca Guidi e Giampiero Ingrassia.

## Pubblicazioni

### Nazionali
Le opere pubblicate in Italia sono comprese in due raccolte di Ubulibri, tra cui rientrano Maratona di New York e Sei commedie in commedia. Vizio di famiglia e  Curva cieca sono pubblicati da Ricordi Teatro Edizioni.

### Internazionali
Maratona di New York è stata tradotta in diciassette lingue, pubblicata in otto e rappresentata in tutto il mondo. La versione inglese, Marathon, è pubblicata a Londra da Oberon Book.

## Rappresentazioni all'estero
La notte di Picasso è anche rappresentata nel 1991 dallo Stages Trilingual Theater di Los Angeles e successivamente a Rio de Janeiro. Vizio di Famiglia a Londra e Buenos Aires, Déjàvu a Londra e Amburgo, Muratori a Francoforte sull'Oder, Venditori a Wilhelmshaven, Barcellona, Amsterdam e Budapest, Animali nella nebbia a San Pietroburgo.

## Adattamenti
Roman e il suo cucciolo (premio Ubu 2010) diretto da Alessandro Gassmann, Il nipote di Rameau di Diderot, Nemico del Popolo di Ibsen e Die Panne di Friedrich Dürrenmatt, Prima Pagina e L'Appartamento di Billy Wilder, La notte di Maggio di Yehoshua, L'apparenza inganna e Festen. Maratona di New York è stata adattata a Londra con il film di Mick Gordon (1999) e a Boston con la traduzione di Israel Horovitz (2002). Colin Teevan l'ha adattata dal libro Marathon.

## Premi
Ha ricevuto dei premi nazionali di teatro (Olimpici del Teatro, Riccione, Candoni, Salerno, Idi) per Margarita e il gallo, Venditori, Vizio di Famiglia, Il capodanno del secolo, Maratona di New York, Déjàvu e Senza Hitler.

## Televisione
Per la televisione ha scritto i film A fior di pelle (1987), Ospiti (1998) e Finalmente a casa (2007), le sit-com Finalmente soli (entrambi con protagonista Maria Amelia Monti, 1999-2004) e Belli dentro (2005) e il cortometraggio Il primo estratto (1997). È coautore dei programmi Ciao Ciao (1988-89) e Bim bum bam (1989-91).